# Baliano di Ibelin
Baliano (o Barisano) di Ibelin "il Giovane" (1140 circa – 1193) è stato un cavaliere medievale e generale francese, noto come uno dei più importanti cavalieri crociati del Regno di Gerusalemme. Era il terzogenito di Barisano di Ibelin e fratello di Ugo e Baldovino e ciambellano del Regno di Gerusalemme.

## Biografia

### Origini

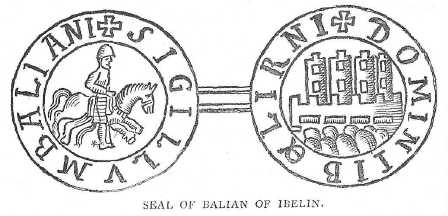
Disegno del sigillo di Baliano di Ibelin

Suo padre, Barisano di Ibelin era stato cavaliere al servizio della Contea di Giaffa ed Ascalona, ed era stato ricompensato per i suoi servigi con l'assegnazione del castello di Ibelin dopo la rivolta di Ugo II di Le Puiset. Barisano aveva inoltre sposato Helvis, che aveva portato in dote la ricca Signoria di Ramla.
Baliano, come suo padre, in realtà si chiamava Barisano. Secondo alcuni questo nome rinvia ad un'origine barese (= di Bari) del capostipite della famiglia. La forma Barisano si trova anche in Toscana e in Liguria intorno al 1175. La forma Baliano sembra dovuta ad una semplificazione tipica della pronuncia del francese antico del XII sec. (Balian).
È a volte chiamato Baliano il Giovane o Baliano II per distinguerlo dal padre quando quest'ultimo è indicato con il nome Baliano. Viene a volte anche chiamato Baliano di Ramla o Baliano di Nablus, mentre le fonti arabe lo indicano con il nome di Balian ibn Barzan.
La data precisa della sua nascita è sconosciuta, ma raggiunse la maggiore età nel 1158 quando appare nei documenti ufficiali che lo descrivono per la prima volta come infra annos ovvero non ancora adulto nel 1155.
Dopo la morte del fratello maggiore di Baliano, Ugo intorno al 1169, il castello della famiglia Ibelin passò all'altro fratello Baldovino il quale, preferendo mantenere il titolo di Signore di Ramla lo cedette a Baliano, che divenne suo vassallo.

### Lotte per la successione nel Regno di Gerusalemme
Sia Baliano che suo fratello Baldovino appoggiarono il conte Raimondo III di Tripoli nel 1174 per la lotta alla reggenza del Regno di Gerusalemme per conto di Baldovino IV contro la fazione favorevole a Milo di Plancy.
Entrambi i fratelli parteciparono nel 1177 alla Battaglia di Montgisard guidando vittoriosi l'avanguardia delle linee crociate contro il grosso dell'esercito musulmano.
In quello stesso anno Baliano sposò Maria Comnena, vedova del re Amalrico I, diventando patrigno della figlia di Maria, la principessa Isabella di Gerusalemme e ricevendo in dote la signoria di Nablus, dono di nozze di Maria.
Nel 1179 suo fratello Baldovino venne fatto prigioniero da Saladino e Baliano si adoperò per raccogliere la cifra del riscatto riuscendo a farlo liberare l'anno successivo; gran parte della cifra venne pagata dall'Imperatore bizantino Manuele I Comneno, zio di Maria.
Nel 1183 sia Baliano che Baldovino sostennero Raimondo III di Tripoli contro Guido di Lusignano, marito di Sibilla di Gerusalemme, sorella di Baldovino IV e reggente dello stesso, gravemente ammalato di lebbra. Il re Baldovino IV volle che suo nipote di soli cinque anni, Baldovino di Monferrato, venisse incoronato co-reggente mentre era ancora in vita, con l'intento di impedire che Guido di Lusignano diventasse legittimo erede al trono. Poco prima della sua morte nel 1185, Baldovino IV ordinò una cerimonia solenne nella Basilica del Santo Sepolcro dove suo nipote fu incoronato; alla cerimonia fu lo stesso Baliano che portò sulle spalle il fanciullo per l'incoronazione, come simbolo del sostegno della famiglia di Isabella a suo nipote.
Presto il piccolo, di soli otto anni, divenne l'unico erede legittimo del regno di Gerusalemme, ma quando nel 1186 anch'egli morì ad Acri, subito Maria e Baliano, con l'appoggio dello stesso Raimondo, reclamarono il diritto alla successione per la figlia di Maria Comnena, Isabella di Gerusalemme allora quattordicenne.
Tuttavia il marito di costei, Umfredo IV di Toron, fedele a Guido di Lusignano, rifiutò la corona, restituendola a Guido.
Seppur con riluttanza, Baliano dovette prestare omaggio a Guido di Lusignano, al contrario del fratello Baldovino, che preferì piuttosto recarsi in esilio ad Antiochia, affidando la tutela di suo figlio Tommaso, futuro signore di Ramla a suo fratello Baliano.

### Lotta tra Raimondo III di Tripoli e Guido di Lusignano
Rimasto nel Regno di Gerusalemme al servizio di Guido di Lusignano, Baliano assistette alla rapida fine del regno. Nel 1186 Saladino divenuto sultano d'Egitto e di Damasco, minacciò l'invasione del regno di Gerusalemme a seguito delle continue scorribande di Rinaldo di Châtillon, signore d'Oltregiordano contro le carovane musulmane.
Saladino godeva dell'appoggio delle guarnigioni di Tiberiade ai confini del regno di Gerusalemme e sotto la giurisdizione di Raimondo III di Tripoli. Per sventare la minaccia Guido raccolse un esercito a Nazaret pianificando l'assedio di Tiberiade, ma Baliano sconsigliò un assalto alla fortezza suggerendo invece di inviare un'ambasciata a Raimondo per trattare una riappacificazione prima che Guido si gettasse in un attacco suicida contro l'esercito numericamente superiore di Saladino.
Venne inviata una prima ambasciata che però non ebbe buon esito lasciando la situazione in stallo per tutto l'inizio del 1187. Dopo la Pasqua di quell'anno, Baliano, insieme a Gerardo di Ridefort (Gran Maestro dei Templari), a Roger de Moulins (Gran Maestro degli Ospitalieri), a Reginaldo di Sidone e a Ioscio arcivescovo di Tiro, guidò una nuova ambasciata a Tripoli.
Durante il viaggio l'ambasciata si fermò nel feudo di Nablus appartenente a Baliano, il quale decise di trattenersi brevemente mentre gli altri sarebbero ripartiti. Ma il 1º maggio di quell'anno sia i Templari che gli Ospitalieri vennero massacrati alla battaglia di Cresson dal figlio di Saladino, mentre Baliano, a un giorno di viaggio di ritardo, era a Sebastea per celebrare una festività. Dopo aver raggiunto il castello di La Fève dove avrebbero dovuto essere accampati i suoi compagni d'arme, Baliano trovò il castello deserto e seppe della disastrosa disfatta dai suoi superstiti. Dopo aver saputo della sconfitta, Raimondo accettò di incontrare l'ambasciata di Baliano a Tiberiade e di scortarla verso Gerusalemme.

### La battaglia di Ḥaṭṭīn
Poiché il massacro di Cresson era stato possibile anche per il fatto che l'esercito guidato dal figlio di Saladino era penetrata nel territorio di Gerusalemme grazie alla complicità di Raimondo di Tripoli, quest'ultimo si pentì della sua alleanza con Saladino e si riconciliò con Guido di Lusignano.

Guido condusse il suo esercito verso nord, accampandosi a Seforia con l'intenzione di marciare verso Tiberiade attraverso una depressione rovente e priva di fonti d'acqua. Nonostante le rimostranze di Raimondo e di Baliano che guidavano rispettivamente l'avanguardia e la retroguardia, l'esercito di Guido venne lentamente decimato dalla sete e dal caldo e dai continui assalti degli uomini di Saladino che accerchiarono definitivamente l'esercito crociato ad Ḥaṭṭīn poco distante da Tiberiade all'inizio di luglio.

Il 4 luglio si ebbe lo scontro nel quale Baliano, insieme a Joscelin III di Edessa guidò la retroguardia. La battaglia di Hattin si rivelò presto per l'esercito crociato una vera disfatta prima e un terribile massacro poi.
Un testo anonimo, il De Expugnatione Terrae Sanctae per Saladinum Libellus afferma che sia Raimondo che Baliano insieme a Reginaldo di Sidone abbandonarono fuggendo il campo di battaglia, ma questa è solo una allusione che riflette l'astio dell'autore per questi cavalieri e non è corroborata da alcun'altra testimonianza storica.
La sconfitta di Ḥaṭṭīn fu disastrosa per il Regno di Gerusalemme. Guido stesso fu fatto prigioniero e presto tutti i castelli e le città caddero uno per volta sotto gli attacchi di Saladino. 

Baliano, insieme a Raimondo, Reginaldo e Payen di Haifa furono tra i pochi nobili che scamparono al massacro, rifugiandosi a Tiro. 

Raimondo e Reginaldo presto lasciarono Tiro per correre a difendere i loro possedimenti, lasciando la città sotto la guida di Corrado del Monferrato, zio paterno di Baldovino V, giunto da poco dall'Italia e del quale Baliano divenne presto uno dei più stretti alleati.
Nell'abbandonare Tiro, Baliano chiese il permesso a Saladino di attraversare le linee per raggiungere Gerusalemme per scortare la
moglie e i figli fino alla Contea di Tripoli. Saladino diede a Baliano il permesso di raggiungere la città con il giuramento di non restare in città e di non impugnare più le armi contro di lui.

### La difesa di Gerusalemme

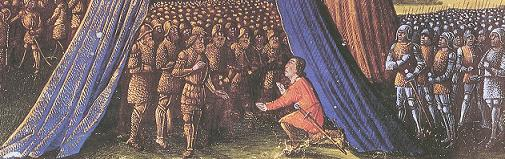
Baliano di Ibelin consegna Gerusalemme al Saladino

Quando Baliano giunse a Gerusalemme la cittadinanza lo scongiurò di restare in sua difesa ed il patriarca Eraclio di Gerusalemme lo esonerò dal giuramento fatto a Saladino. 

Baliano venne così eletto come condottiero in difesa della città, ma ben presto si rese conto di essere rimasto quasi l'unico cavaliere di tutta Gerusalemme. Per ovviare a ciò nominò circa 60 nuovi cavalieri tra i borghesi della città, mentre la regina Sibilla di Gerusalemme ebbe uno scarso ruolo nell'organizzare le difese. Insieme ad Eraclio, Baliano si preparò all'inevitabile assedio raccogliendo cibo e denaro.
Saladino giunse in settembre ad assediare la città, dopo aver conquistato gran parte del territorio del regno, comprese Ibelin, Nablus, Ramla e Ascalona.
Il sultano non si mostrò adirato contro Baliano per aver spezzato il giuramento e si offrì di scortare la moglie ed i figli di quest'ultimo fino a Tripoli. Come unico nobile rimasto a Gerusalemme, secondo la cronaca dello storico musulmano Ibn al-Athir, egli era visto dai musulmani alla stregua di un re.
Durante l'assedio Saladino riuscì ad abbattere gran parte delle mura, tuttavia non riuscì a guadagnarsi un passaggio all'interno di Gerusalemme. Fu allora la volta di Baliano che uscì nell'accampamento nemico per trattare con il suo avversario che nutriva un grande rispetto per lui. Egli riferì a Saladino che gli assediati avrebbero piuttosto preferito uccidersi l'uno con l'altro e distruggere la città piuttosto che essere presi con la forza. Dopo una difficile trattativa le parti decisero per la resa pacifica di Gerusalemme, dietro il pagamento di 30.000 bisanti per circa 7.000 uomini, e che due donne o dieci bambini avrebbero potuto sostituire il prezzo di un uomo.
Fu così che il 2 ottobre 1187 Baliano consegnò a Saladino le chiavi della Torre di Davide (la cittadella).
Coloro che non poterono pagare il proprio riscatto vennero forzati alla schiavitù, tuttavia molti degli abitanti di Gerusalemme vennero affrancati proprio dallo stesso Saladino che pagò per loro il riscatto, permettendo loro di abbandonare la città in marce ordinate ed evitando così il massacro occorso nel 1099 durante la presa della città da parte dei Crociati.
Lo stesso Baliano, insieme all'arcivescovo Eraclio, si offrirono come riscatto per i restanti abitanti di origine franca, ma l'offerta venne rifiutata da Saladino che li mise alla guida della terza e ultima colonna di esiliati che lasciarono Gerusalemme il 20 novembre 1187. A Baliano fu infine concesso di ricongiungersi con la sua famiglia a Tripoli.

### Baliano e la Terza Crociata
Con la caduta di Gerusalemme e la morte di Sibilla all'assedio di Acri nel 1190, si era creato un vuoto nel regno. La sorellastra di Sibilla, Isabella, era ora la legittima erede, tuttavia Guido di Lusignano si rifiutò di cederle il titolo ed inoltre il marito di Isabella, continuò a restare fedele al suo signore. Se Isabella poteva avere speranze di ottenere il trono avrebbe avuto bisogno di un consorte più temerario, accettabile politicamente e forte militarmente. Il candidato più vicino a questa figura si rivelò essere Corrado del Monferrato che godeva della grande ammirazione di Baliano. Fu così che con l'aiuto di sua madre Maria, Baliano convinse Isabella a far annullare il matrimonio con suo marito. Esistevano dei precedenti in proposito, come l'annullamento del matrimonio tra Amalrico I e Agnese di Courtenay o l'infruttuoso ripudio di Sibilla da parte di suo marito Guido di Lusignano. Il matrimonio di Isabella venne annullato da Ubaldo Lanfranchi, arcivescovo di Pisa e Legato pontificio, e da Filippo di Dreux, vescovo di Beauvais, che unì in matrimonio Isabella e Corrado del Monferrato.
Ma la disputa sulla successione al trono venne complicata dall'arrivo di Riccardo I d'Inghilterra e di Filippo II di Francia per la terza crociata; Riccardo era sostenitore di Guido in qualità di suo vassallo, mentre Filippo era sostenitore di Corrado del Monferrato. Il ruolo giocato da Baliano e da Maria nelle nozze di Isabella con Corrado del Monferrato fecero guadagnare ai due il disprezzo più aspro da parte del sovrano inglese e dei suoi sostenitori.
Il 28 aprile 1192 Corrado venne assassinato a Tiro solo pochi giorni dopo la sua elezione, si disse che uno dei due assassini responsabili del delitto si fosse infiltrato fingendosi un servitore nella fortezza di Tiro appartenuta a Baliano. Ovviamente il principale sospettato dell'omicidio fu re Riccardo, mentre Isabella, in attesa della sua prima figlia, Maria del Monferrato, sposò appena una settimana dopo Enrico II di Champagne.
Baliano divenne subito uno dei consiglieri di Enrico e in quello stesso anno guidò la retroguardia dell'esercito di Riccardo alla battaglia di Giaffa.
In seguito partecipò al trattato di Ramla tra Riccardo e Saladino dopo la battaglia di Arsuf nel 1192 che pose fine alla Terza Crociata. In base al trattato il castello di Ibelin rimase sotto la giurisdizione di Saladino ma molte altre terre conquistate dai crociati rimasero in loro possesso. Come ricompensa per l'opera svolta, Saladino fece dono a Baliano della Signoria di Caymont e di altri territori alle porte di Acri.

### Famiglia
Baliano morì nel 1193 intorno ai cinquant'anni, lasciando quattro figli:
- Helvis di Ibelin, che sposò Reginaldo di Sidone
- Giovanni di Ibelin, Signore di Beirut e conestabile di Gerusalemme in reggenza di sua nipote Maria di Monferrato
- Margherita che sposò Ugo di Saint-Homer, figliastro di Raimondo III di Tripoli
- Filippo di Ibelin, reggente di Cipro e sposo di Alice di Montbéliard

## Nella letteratura e nel cinema
Baliano di Ibelin compare tra i personaggi dei romanzi storici Knight Crusader (1954) di Ronald Welch e The Knights of Dark Renown (1969) e il seguito The Kings of Vain Intent (1970) di Graham Shelby. Inoltre è tra i protagonisti del secondo romanzo della trilogia delle Crociate, The Knight Templar (1999), di Jan Guillou.
Un personaggio di nome Baliano di Ibelin è il protagonista del film Le crociate - Kingdom of Heaven (2005) di Ridley Scott, interpretato dall'attore Orlando Bloom. Questo personaggio ricalca in parte la figura storica del vero Baliano, mescolando eventi che si possono ricondurre anche al padre (che nella finzione però ha il nome Goffredo) o a suo fratello Baldovino. Nella difesa di Gerusalemme in ogni caso Baliano non era più un giovane crociato, ma un maturo cavaliere di quasi cinquanta anni.